# عسلک پنبه
عسلک پنبه (نام علمی: Bemisia tabaci) یکی از انواع مگس سفید است که از مهمترین آفات کشاورزی به شمار می‌رود. این حشره در اصل بومی هند است اما توسط انسان به نقاط مختلف گرمسیری و زیرگرمسیری و در حد کمتری مناطق معتدل دنیا وارد شده‌است و به عنوان گونه مهاجم باعث خسارات گسترده به محصولات کشاورزی و گیاهان شده‌است. هوای سرد باعث کاهش جمعیت این جانور می‌شود و کفشدوزک یکی از مهمترین دشمنان طبیعی است. در سال ۱۳۹۳ حضور تعداد زیادی از این حشره در شهر تهران گزارش شد که دلیل آن گرم شدن هوا و سمپاشی‌هایی که باعث نابودی دشمنان طبیعی این حشره شده عنوان شده‌است.